# Зеніт-3Ф
«Зеніт-3SLБФ» («Зеніт-2SБ80» разом із розгінним блоком «Фрегат-СБ», «Зеніт-3Ф») — модифікація української ракети космічного призначення «Зеніт-3SLБ», до складу якої входять модифікована ракета «Зеніт-2SБ» і розгінний блок «Фрегат-СБ». Належить до РН середнього класу.
«НВО ім. С. О. Лавочкіна» розробило нову модифікацію розгінного блоку «Фрегат» для запусків в парі з РН «Зеніт-3SLБ», триступеневий носій у цьому випадку матиме найменування «Зеніт-3SLБФ». Триступеневий носій «Зеніт-3SLБ» дуже близький до ракети космічного призначення, що використовується в програмі «Морському старті» та «Наземний старт». У цьому випадку двигуни та вся критична авіоніка залишилися без зміни. Найбільше змінився обтічник корисного вантажу: замість обтічника виробництва фірми Boeing, що застосується на «Морському старті», у «Зеніт-3SLБФ» використовується чотириметровий обтічник розробки «НВО ім. С. О. Лавочкіна». 26 жовтня 2007 року на ракеті «Протон-К» він успішно пройшов випробування в польоті, причому спільно з блоком ДМ.
У 2011 році запустили метеорологічний супутник «Електро-Л № 1». У 2011 році також на орбіту виведені: в грудні зв'язку супутників до Марса — це «Фобос-Ґрунт», «Інхо-1», а також космічну обсерваторію «Спектр-Р».
Запуск Фобос-Ґрунт та Інхо-1 РКП Зеніт на відлітну траєкторію вперше був здійснений 8 листопада 2011 року. Якісно покращені характеристики дозволяють використовувати носій для запуску дослідних апаратів, а також в перспективі запустити власний дослідний зонд на полярну орбіту навколо Місяця, концепція якого вже проробляється і зараз має проєктну назву «Укрселена» в рамках участі України в міжнародних проєктах, як-от американська «Exploration» та європейська «Аврора».
Вдалий запуск АМС «Фобос-Ґрунт» та «Інхо-1» демонструє надійність вітчизняного носія й робить його привабливішим в очах замовників, для виведення корисного навантаження в рамках комерційних та наукових проєктів.

## Експлуатація
Перший запуск цієї модифікації здійснений 20 січня 2011 року о 14:21:01 за київським часом. О 14:40 апарат «Електро-Л № 1» у зв'язці з модернізованим розгінним блоком «Фрегат-СБ» вдало вийшов на опорну орбіту.

### Циклограма першого польоту
| Дія                                 | Декретний Київський час |
| ----------------------------------- | ----------------------- |
| Пуск РН                             | 14:29:01                |
| Відділення 2-ї ступені РН           | 14:37:38                |
| 1-ше включення маршового двигуна РБ | 15:44:26—15:52:40       |
| Відділення баку РБ                  | 15:53:17                |
| 2-ге включення маршового двигуна РБ | 17:58:20—18:08:59       |
| 3-тє включення маршового двигуна РБ | 23:19:06—23:27:43       |
| Відділення КА                       | 23:28:13                |

Після вдалого 1-го, а згодом 2-го та 3-го маршового двигуна розгінного блоку «Фрегат-СБ» російський метеорологічний супутник «Електро-Л № 1» вийшов на розрахункову орбіту.
Згідно зі штатною циклограмою, після відділення КА від розгінного блоку «Фрегат-СБ», останній додатковим маневром виводиться на орбіту заховання.